# Lucas Torreira
Lucas Sebastián Torreira Di Pascua  (født 11. februar 1996 i Fray Bentos, Uruguay), er en uruguayansk fodboldspiller (defensiv midtbane). Han spiller i den engelske Premier League-klub Arsenal.

## Klubkarriere
Efter på ungdomsplan at have spillet i hjemlandet for blandt andet Montevideo Wanderers rejste Torreira allerede i 2013 til Italien, hvor han blev en del af Pescaras ungdomshold. Han blev en del af klubbens førsteholdstrup i 2014.
I sommeren 2016 blev han solgt til Serie A-klubben Sampdoria.
D. 10. juli 2018 blev det offentliggjort, at Torreira skifter til Arsenal.

## Landshold
Torreira spillede sin første kamp for Uruguays landshold 23. marts 2018 i en venskabskamp mod Tjekkiet. Han var en del af landets trup til VM 2018 i Rusland.